# Зоряний (кінотеатр, Кропивницький)
Кінотеатр «Зоряний» (колишня назва «Комсомолець») — колишній великий кінотеатр у місті Кропивницький, що був культурним осередком міста до моменту свого закриття 1 липня 2014 року через нерентабельність.

## Загальна інформація та опис
Кінотеатр «Зоряний» розташований у спеціально зведеному приміщенні в середмісті Кропивницького.
Форма власності закладу — колективна, підприємство функціонує як ЗАТ.
Кінотеатр має велику глядацьку залу, що розрахована на 800 місць. Також працює мала зала.
Заклад сучасно обладнаний — системою відтворення фонограми Dolby Digital Surround EX.
У холі кінотеатру працює мінібар-кафе.

## Історія і сьогодення
Приміщення кінотеатру на вулиці Карла Маркса в Кіровограді було побудовано в 1964 році.
Спершу кінотеатр мав назву «Комсомолець», і в 1970—1980-х вважався провідним міським кінозалом.
Вже за часів незалежності (у 1990—2000-ні роки) було здійснено викуплення закладу в міста, реконструкцію радянського приміщення, підвищення комфортності глядацької зали й головне — переобладнання кінотеатру сучасною проєкційною і звуковідтворюючою апаратурою, що забезпечує високу якість зображення і стереофонічне звучання. Однак (станом на кінець 2009 року) глядацька зала не обладнана системою підтримання постійної температури.
Деякий час у 2000-х «Зоряний» лишався єдиним кінотеатром міста.
Згодом по реконструкції влаштували малу залу кінотеатру.

## Виноски
1. ↑  Річний звіт ща 2007 рік ЗАТ кінотеатр «Зоряний» (Кіровоград)[недоступне посилання з вересня 2019] на www.smida.gov.ua (Система розкриття інформації на фондовому ринку України) [Архівовано 29 березня 2010 у Wayback Machine.]
2. ↑  Кінотеатр «Зоряний» (Кіровоград) [Архівовано 20 листопада 2008 у Wayback Machine.] на www.biz.kr.ua («Кіровоградський бізнес»), каталог підприємств Кіровограда [Архівовано 10 квітня 2010 у Wayback Machine.] (рос.)
3. ↑  Каневський Дмитро Місто з минулого. Кіровоград 1980-х років [Архівовано 22 лютого 2019 у Wayback Machine.] на www.vechirka.uafor.net [Архівовано 22 лютого 2019 у Wayback Machine.] електронна версія газети «Вечірня газета» (м. Кіровоград) + інфоресурс, присвячений сьогоденню, культурі та подіям Кіровограда